# Nationalisme sportif
Le nationalisme sportif désigne l'expression du nationalisme par le sport, ou la récupération de résultats sportifs pour promouvoir une politique nationale, d'une part ; la pratique d'un sport et sa promotion à visées nationalistes d'autre part.

## Historique et caractéristiques
Le nationalisme sportif est l'expression d'une identité et d'une fierté nationales par le sport.
Dans la deuxième moitié du XXe siècle, plusieurs pays perdant leurs colonies essaient d'y recruter des sportifs et de les naturaliser pour conserver leur niveau sportif,,, voire comme politique d'assimilation. Ces États, face à la décolonisation, doivent souvent limiter leur rôle à celui d'organisateurs, comme la France qui crée la Commission d'aide internationale olympique, antenne du CIO destinée à aider les pays nouvellement indépendants à intégrer le mouvement olympique. Le nationalisme sportif, à son faîte lors de la guerre froide, continue après celle-ci. La montée en puissance des pays périphériques, qui incluent le monde arabe, l'essentiel de l'Afrique et l'Asie du Sud, met en cause des vieilles dominations sportives. C'est notamment le cas avec les athlètes africains et leurs performances en course à pied de demi-fond et de fond, qui n'exigent pas d'infrastructures importantes et s'enracinent dans des traditions locales anciennes. Dans les pays indépendants depuis peu, les résultats sportifs deviennent un enjeu pour se positionner sur la scène internationale.
Aux Jeux olympiques de 2004, 16 pays participants (sur 200) remportent 54 % des médailles, notamment en raison d'une histoire sportive plus marquée et de meilleurs moyens financiers et infrastructures. Plusieurs nations se fixent des objectifs de médailles olympiques, que ces objectifs soient absolus ou se traduisent comme but de classement du pays par rapport à son continent ou au monde entier,. Les moyens mis en œuvre par un pays pour son sport ne dépendent pas tant de son économie que de l'importance des enjeux mis dans les succès de son élite.
Les États-Unis sont considérés soit comme faisant partie du groupe des créateurs des sports organisés, soit comme le pendant occidental de l'approche soviétique pendant la guerre froide. Ils sont accusés dès les années 1930 d'envoyer des professionnels aux Jeux olympiques, mettant les résultats au-dessus de l'importance symbolique du sport amateur. Dans les années 2000, ils se démarquent du reste du monde occidental par la faible implication des pouvoirs publics dans le sport de haut niveau, tandis que la plupart des autres anciens pays du sport organisé investissent largement au niveau gouvernemental.
Le spectacle organisant systématiquement l'identification entre un pays et ses champions, il est parfois considéré comme une source d'embrigadement nationaliste. Les sportifs de haut niveau n'expriment pas forcément par les paroles leur nationalisme. Celui-ci est cependant mis en avant par la couverture médiatique, notamment par des gros plans télévisés lors des hymnes et des remises de médaille ; intégrer une équipe nationale est une reconnaissance. La construction d'une identité nationale canadienne se traduit dès 1961 par un travail des autorités du pays visant à encourager une politique sportive unie, pourtant contredite par le pouvoir croissant de chaque province sur le sujet. Hassan II fait remarquer après la réussite de Saïd Aouita et de Nawal El Moutawakel aux Jeux olympiques d'été de 1984 que « le drapeau a été hissé […] et beaucoup de spectateurs se sont demandé qui est ce Morocco parce qu'ils le ne le connaissent pas. Ces gens-là ont connu plus ce Morocco par Aouita et Nawal que par son roi ». La culture des pays fait émerger des sports nationaux constitués en patrimoine, comme le ski de fond dans les pays nordiques, le hockey sur glace au Canada ou le patinage de vitesse sur piste courte en Corée du Sud,.
Le CIO gère l'introduction de nouveaux sports en fonction de la division internationale établie, par exemple en proposant des sports autochtones locaux en démonstration aux Jeux olympiques ou en ajoutant des sports populaires dans des régions moins riches mais plus peuplées du globe.

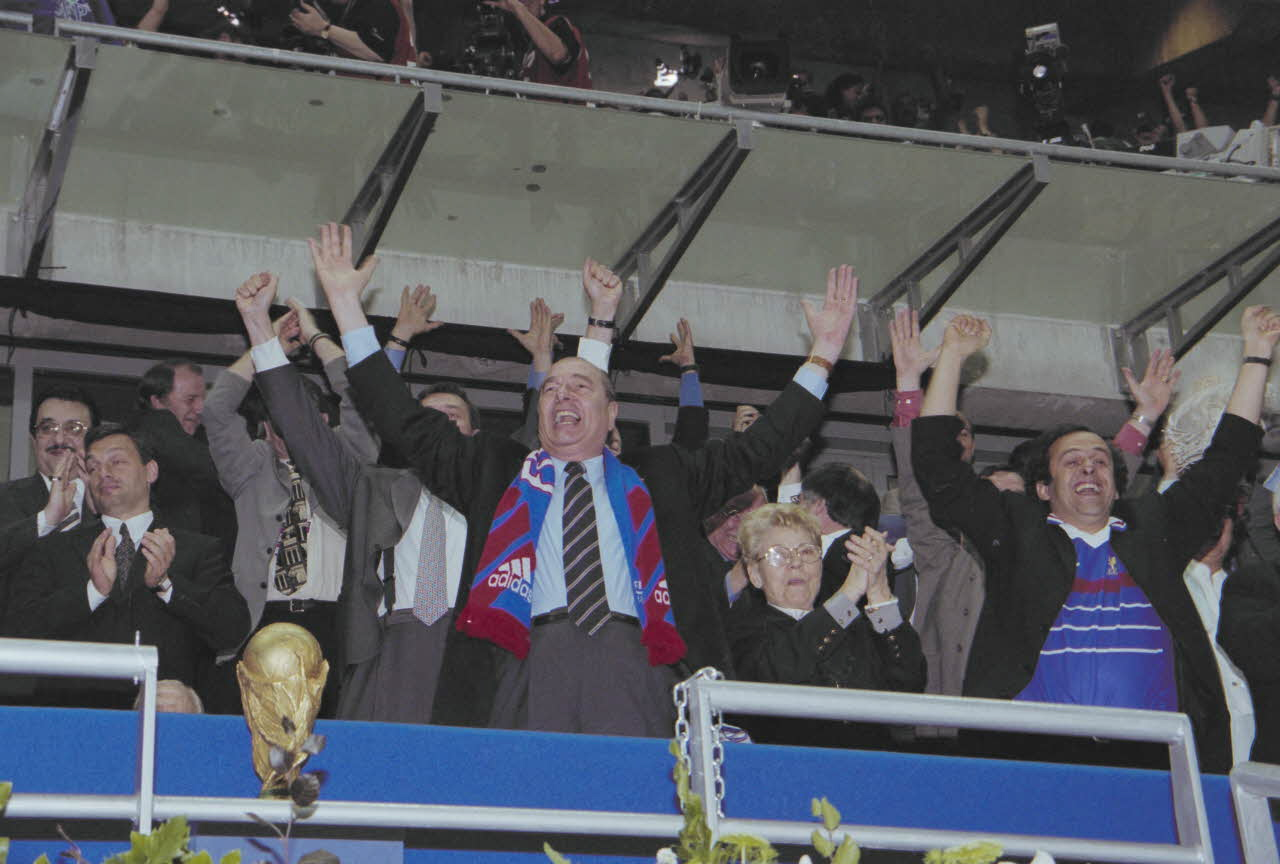
Jacques Chirac et Lionel Jospin voient leur popularité monter en flèche après la victoire de la France à la Coupe du monde de football 1998.

Un bon résultat sportif national peut être instrumentalisé par les personnalités politiques, parfois pour cacher des réformes généralistes impopulaires et parfois pour gagner en popularité à titre personnel. Un cas classique est Jacques Chirac, qui semble bien peu intéressé par le football jusqu'à la Coupe du monde de 1998 mais est omniprésent pendant et gagne 14 points de popularité dans les 2 mois qui suivent la victoire de l'équipe de France,, ou la mise en scène d'Emmanuel Macron pendant la Coupe du monde de football 2022.

## Sources
- Nationalismes sportifs, Revue Quasimodo, n° 3/4, 1997.
- Le nouveau nationalisme sportif, Slavko Mihaljcek, Revue Quasimodo, n° 1, 1996.
- Nationalisme, football et polo : tradition et créolisation dans la construction de l'Argentine moderne , Eduardo P. Archetti, Revue Terrain, n° 25, « Des sports », septembre 1995.